# Balát
Balát (szerbül Купиник / Kupinik) település Szerbiában, a Vajdaságban, a Dél-bánsági körzetben. Közigazgatásilag Zichyfalva községhez tartozik.

## Népesség

### Demográfiai változások
| 1948 | 1953 | 1961 | 1971 | 1981 | 1991 | 2002 | 2011 |
| ---- | ---- | ---- | ---- | ---- | ---- | ---- | ---- |
| 998  | 978  | 886  | 735  | 545  | 408  | 349  | 238  |